# Nassarius margaritifer
Nassarius margaritifer — вид морських молюсків родини Nassariidae.

## Опис
Розмір черепашки сягає від 20 до 35 мм. Ці молюски днем зариваються в пісок, а вночі виповзають на поверхню дна для полювання на інших безхребетних.

## Розповсюдження
Цей вид зустрічається в Індійському океані біля берегів Кенії, Танзанії і о.Альдабра, а в Тихому океані — біля Філіппін. А також в Червоному морі біля берегів Саудівської Аравії.

## Цікаві факти
Вивчаючи біорізноманіття коралових рифів архіпелагу Фарасан (Саудівська Аравія, південь Червоного моря), біологи розглядали морських мешканців при спеціальному освітленні в ультрафіолетовому спектрі з жовтими світлофільтрами. У результаті були виявлені «флуоресціюючі ліхтарики», при найближчому розгляді схожі на гідр, довжина тіла яких варіюється від 1 до 20 мм.